# Magnus Manske
Heinrich Magnus Manske (né en 1974 à Cologne en Allemagne) est un biochimiste et un développeur allemand. Il est l'auteur de l'une des premières versions de MediaWiki, le moteur de Wikipédia.

## Biographie
Magnus Manske étudie la biochimie à l'université de Cologne en Allemagne où il obtient son doctorat en 2006 ; sa dissertation porte sur un logiciel publié sous licence libre, « GENtle », pouvant servir en biologie moléculaire,,.
Depuis avril 2007, il travaille pour le Wellcome Trust Sanger Institute à Cambridge en Angleterre, mais continue à créer et maintenir des outils pour Wikipédia.
Pendant ses études universitaires, Manske participe à Nupedia et met au point des outils et des extensions pour le projet. Plus tard, il met au point l'une des premières versions de ce qui sera appelé « MediaWiki ».
Le premier moteur de Wikipédia, UseModWiki, a été rédigé en Perl. Pendant l'été 2002, confronté aux problèmes issus de l'usage de plus en plus grand de Wikipédia, Manske commence à travailler sur un substitut à UseModWiki, qui ferait appel à un SGDB et comprendrait des fonctions propres à Wikipédia. Le 25 janvier 2002, il publie la première version d'un moteur de wiki, appelé « Phase II », écrit en PHP qui a recours à MySQL,. Dans cette mouture, Manske introduit les espaces de noms, ce qui permet de maintenir et de distinguer, par exemple, les articles des pages de discussion et des pages utilisateur ; dans UseModWiki, cette distinction n'existait pas. Phase II introduit aussi le téléchargement des fichiers, les listes de suivi, la signature automatique et les historiques de contributions,.
Phase II ne pouvant répondre aux sollicitations de plus en plus fréquentes des pages de Wikipédia, Lee Daniel Crocker réécrit le moteur, appelé Phase III, qui est utilisé à partir de juin 2002. C'est en 2003 que le moteur est appelé « MediaWiki ».
Magnus Manske a par la suite créé des outils et des extensions pour MediaWiki, dont un qui montre la répartition géographique des contributeurs sur une carte, un autre qui sert à recouper des catégories et un troisième qui facilite l'import d'illustrations depuis Flickr vers Wikimedia Commons,. Il a aussi mis au point l'extension Cite qui permet d'insérer les références en utilisant une syntaxe de style XML.
Manske est favorable au mouvement des logiciels libres et met régulièrement les logiciels qu'il conçoit sous GPL. Les premières versions de MediaWiki ont été publiées sous GPL.

## Publications
Cette section comprend quelques articles et ouvrages rédigés par Magnus Manske, seul ou en collaboration.
- Magnus Manske, Olivo Miotto, Susana Campino et al., « Analysis of Plasmodium falciparum diversity in Natural Infections by Deep Sequencing », Nature, vol. 487, no 7407,‎ juillet 2012, p. 375-379 (PMID 22722859, DOI 10.1038/nature11174)
- Magnus Manske et Dominic P. Kwiatkowski, « LookSeq: A browser-based viewer for deep sequencing data », Genome Research, vol. 19, no 11,‎ novembre 2009, p. 2125-2132 (PMID 19679872, PMCID 2775587, DOI 10.1101/gr.093443.109)
- Magnus Manske et Dominic P. Kwiatkowski, « SNP-o-matic », Bioinformatics, vol. 25, no 18,‎ septembre 2009, p. 2434-2435 (PMID 19574284, PMCID 2735664, DOI 10.1093/bioinformatics/btp403)
- (en) Timothy Robinson, Susana G. Campino,Sarah Auburn,Samuel A. Assefa, Spencer D. Polley, Magnus Manske, Bronwyn MacInnis, Kirk A. Rockett, Gareth L. Maslen, Mandy Sanders, Michael A. Quail, Peter L. Chiodini, Dominic P. Kwiatkowski, Taane G. Clark, Colin J. Sutherland, « Drug-Resistant Genotypes and Multi-Clonality in Plasmodium falciparum Analysed by Direct Genome Sequencing from Peripheral Blood of Malaria Patients », PLOS ONE,‎ 8 juillet 2011 (lire en ligne)
- (en) Magnus Manske, GENtle, a free multi-purpose molecular biology tool, université de Cologne, 2006 (lire en ligne)

## Distinctions
- En 2002, Jimmy Wales a nommé le 25 janvier comme Magnus Manske day (« Jour de Magnus Manske ») pour souligner ses contributions à Wikipédia[16],[17].
- Larry Sanger, dans ses mémoires sur les premiers jours de l'histoire de Wikipédia, a souligné les contributions de Magnus Manske et attribue une part des succès du projet à un petit groupe de contributeurs, dans lequel Manske a joué un rôle important :

« Wikipédia a commencé avec quelques personnes, plusieurs provenant de Nupedia. L'influence des Nupedians fut capitale. Je me souviens, particulièrement, de l'infatigable Magnus Manske (qui a travaillé sur le logiciel pour les deux projets), de notre résidente et rigoureuse Ruth Ifcher et de notre très bon joueur de poker, le programmeur Lee Daniel Crocker -- pour n'en nommer que quelques-uns... C'est le fait d'avoir commencé ce projet avec ces bonnes personnes et que nous ayons ajusté, expliqué et promu de bonnes habitudes et politiques auprès des nouvelles personnes, qui explique en partie pourquoi le projet a développé une communauté robuste et fonctionnelle, laquelle a obtenu le succès,. »

- Le travail de Magnus Manske et d'autres a été reconnu par le USENIX Advanced Computing Technical Association, qui leur a remis le STUG award en juin 2010 pour leurs contributions au logiciel de Wikipédia. Manske a été reconnu comme un contributeur majeur de MediaWiki[19].

### Citations originales
1. ↑  (en) « Wikipedia started with a handful of people, many from Nupedia. The influence of Nupedians was crucial early on. I think, especially, of the tireless Magnus Manske (who worked on the software for both projects), our resident stickler Ruth Ifcher, and the very smart poker-playing programmer Lee Daniel Crocker—to name a few...But the facts that the project started with these good people, and that we were able to adopt, explain, and promote good habits and policies to newer people, partly accounts for why the project was able to develop a robust, functional community and eventually to succeed. »